# Lake Clark National Park and Preserve
Lake Clark National Park and Preserve is een nationaal park in de Amerikaanse staat Alaska. Het park omvat delen van de bergketens Chigmit Mountains, Alaskagebergte en de Aleutian Range. Er lopen geen wegen naar en door het park en is het best te bereiken met een watervliegtuig of helikopter. Met een gemiddelde van 5000 bezoekers per jaar is Lake Clark een van de minst bezochte nationale parken van de Verenigde Staten.
In het park liggen twee actieve vulkanen: Mount Iliamna en Mount Redoubt, die in de 20e eeuw driemaal uitbarstte.

## Afbeeldingen

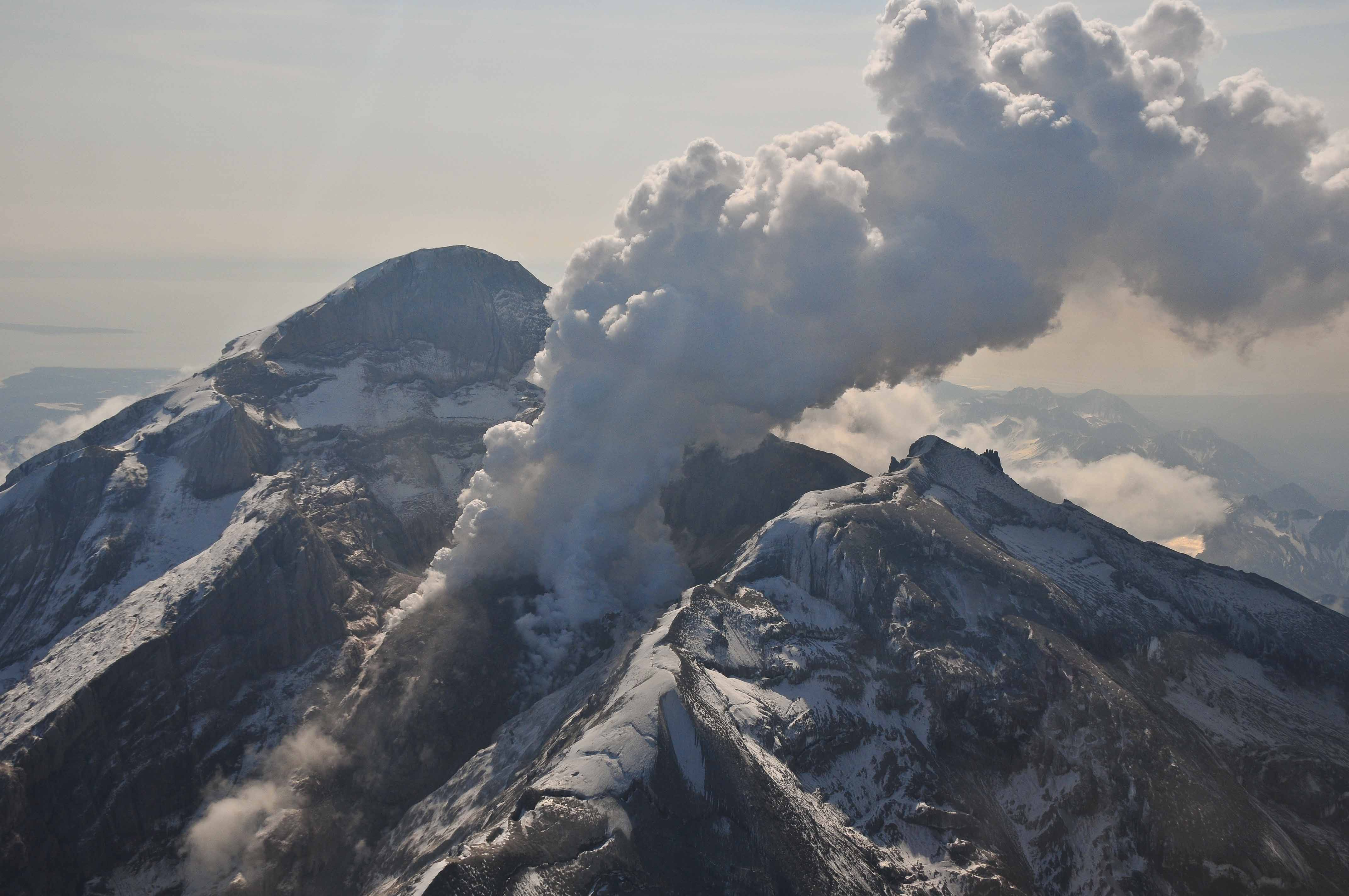
Uitbarsting van Mount Redoubt in 2009
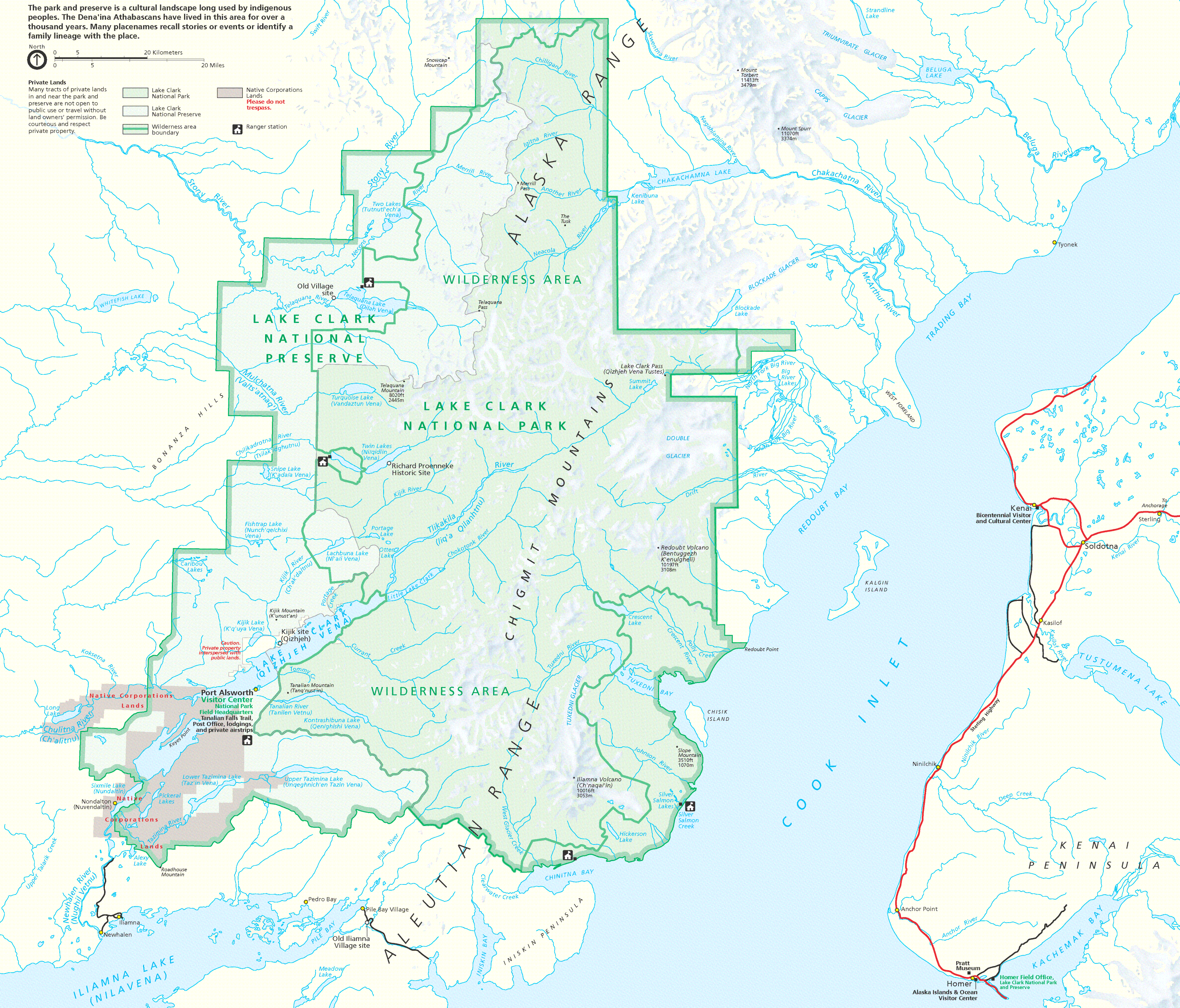
Kaart